# Pecadora (película de 1947)
Pecadora es una película musical mexicana de 1947 escrita y dirigida por José Díaz Morales y protagonizada por Emilia Guiú, Ramón Armengod y Ninón Sevilla. Esta cinta está basada en el bolero homónimo de Agustín Lara.

## Argumento
En Ciudad Juárez, la joven Carmen (Emilia Guiú), se enamora del narcotraficante Antonio (Ramón Armengod), quién al ser perseguido por la policía se refugia en un cabaret propiedad de Don Javier (Andrés Soler). Los dos viven un idílico romance hasta que Antonio es arrestado. Carmen decide esperarlo hasta que cumpla su condena. Por una serie de intrigas llevadas a cabo por el gánster Roberto (José María Linares Rivas) y su cómplice, la rumbera Leonor (Ninón Sevilla), Carmen termina casándose con Don Javier, con quién es feliz moderadamente. Mientras tanto, con ayuda de un sacerdote, Antonio se reforma y logra salir de prisión, dispuesto a recuperar a Carmen.

## Reparto
- Emilia Guiú ... Carmen
- Ramón Armengod ... Antonio
- Ninón Sevilla ... Leonor / Ella misma
- José María Linares Rivas ... Roberto
- Andrés Soler ... Don Javier
- Linda Gorráez .... Teresa
- Julio Ahuet .... El Patas
- Dolores Tinoco .... China
- Arturo Castro "Bigotón" .... Agente de policía
- Agustín Lara .... (intervención musical)
- Ana María González .... (intervención musical)
- Los Ángeles del Infierno .... (intervención musical)

## Comentarios
Aunque fue protagonizada por Emilia Guiú y el cantante Ramón Armengod, la película es un vehículo para el lucimiento de la rumbera cubana Ninón Sevilla (de hecho, el director José Díaz Morales había realizado esta misma fórmula con éxito dos años atrás en la cinta Pervertida, también con Guiú y Armengod y con la también rumbera cubana Amalia Aguilar en lugar de Sevilla).
Sevilla no solo baila en esta cinta, sino que también monta sus propias coreografías. De hecho, ella interpreta dos personajes: Leonor, cómplice del villano, y más tarde (sin ningún cambio en el maquillaje o en el vestuario), ella se interpreta a sí misma. Sevilla realiza un número musical sorprendente con los Ángeles del Infierno. En el mismo segmento también aparece el compositor y pianista Agustín Lara. El número que interpreta es absolutamente encantador y muy bien interpretado (como era de esperar) por Ana María González. Los aspectos de Film noir de esta historia son creativos y atmosféricamente inducidos por el director de fotografía Ezequiel Carrasco (nótese la forma inteligente en que fotografía a Ramón Armengod). Esta película es mucho más realista y para nada tan extravagante y lujosa como Aventurera. No obstante, la película resulta una gran experiencia.